# 貝茲薩雷
50°21′35″N 33°8′56″E / 50.35972°N 33.14889°E
貝茲薩雷（烏克蘭語：Безсали），是烏克蘭的村落，位於該國中部波爾塔瓦州，由米爾霍羅德區負責管轄，始建於1693年，面積5.82平方公里，海拔高度112米，2001年人口772。